# 东方红水库 (莆田)
东方红水库是中国福建省莆田市境内的一座水库，位于获芦溪支流蒜溪上，建于1969年。水库正常库容为2170万立方米，集雨面积为62平方千米，海拔为72.5米。